# Poquil
Poquil är en ort i Mexiko.   Den ligger i kommunen Chilón och delstaten Chiapas, i den sydöstra delen av landet, 800 km öster om huvudstaden Mexico City. Poquil ligger 899 meter över havet och antalet invånare är 106.
Terrängen runt Poquil är huvudsakligen kuperad. Poquil ligger nere i en dal. Runt Poquil är det ganska tätbefolkat, med 54 invånare per kvadratkilometer. Närmaste större samhälle är Yajalón, 17,3 km nordväst om Poquil. I omgivningarna runt Poquil växer i huvudsak städsegrön lövskog.